# Party Girl (2014)
Party Girl ist ein französisches Liebesdrama von Marie Amachoukeli, Claire Burger und Samuel Theis aus dem Jahr 2014.

## Handlung
Angélique Litzenburger ist 60 Jahre alt, hat zeitlebens in Bars als erotische Tänzerin gearbeitet und ist inzwischen im Saarbrücker Cabaret an der deutsch-französischen Grenze als Animierdame tätig. Sie wohnt in einem kleinen Zimmer direkt über dem Lokal, wohin sie immer öfter auch stark betrunken zum Ausnüchtern gebracht wird. Eines Tages sucht sie ihren Stammkunden Michel Henrich zu Hause auf. Er ist seit einiger Zeit nicht mehr im Lokal gewesen. Er begründet es damit, dass er nicht mehr Geld bezahlen wolle, um mit Angélique zusammen zu sein. Sie gesteht ihm, dass er ihr wichtig sei, und trifft sich einmal auch außerhalb ihres Diensts mit ihm, als er an einem Schießwettbewerb teilnimmt. Abends landen beide im Cabaret, wo Michel ihr einen Heiratsantrag macht. Sie ist überrascht und er lässt ihr Bedenkzeit. Kurz darauf zieht sie zu ihm nach Frankreich. Die erste gemeinsame Nacht vergehen in beiderseitiger Angespannt- und Verlegenheit.
Angélique und Michel sind nun ein Paar und sie stellt ihm ihre Kinder Mario, Séverine und per Skype auch Samuel vor. Alle drei entwerfen einen Brief der Mutter an ihre jüngste Tochter Cynthia, die Angélique im Alter von sechs Jahren in eine Pflegefamilie geben musste. Nun will sie sie gerne zur Hochzeit einladen. Diese soll so schnell wie möglich stattfinden. Während der Hochzeitsvorbereitungen kommen Angélique langsam Zweifel, denn erste Gräben entstehen zwischen dem Paar. Sie geht gerne auch maßlos feiern, während Michel vernünftiger ist. Ihn stört es, wenn sie zuhause raucht, sie will von ihm nicht kontrolliert werden. Besonders irritiert Angélique, dass sie mit Michel keinerlei Zärtlichkeiten austauschen will, da sie wie blockiert ist. Sie kann sich ihr eigenes Verhalten nicht erklären; mit Michel hat sie abgestimmt, dass beide erst nach der Heirat wieder Sex haben werden. Er gibt ihr Zeit.
Nach einem wunderschönen Tag mit der Familie besteht Angélique angetrunken darauf, spätabends noch ins Cabaret feiern zu gehen. Michel will nach Hause und es kommt zum heftigen Streit. Angélique geht allein und zettelt im Cabaret mit jedem Streit an, bis sie hinausgeworfen wird. Vor Michel ist sie am nächsten Morgen zerknirscht. Die Hochzeitsvorbereitungen gehen weiter. Unter den Geschwistern herrscht Uneinigkeit über die Beziehung ihrer Mutter zu Michel, so glaubt Mario nicht an eine wirkliche Liebe zwischen beiden. Samuel wiederum sieht, wie sehr sich ihre Mutter Mühe gibt, ein neues Leben zu beginnen. Nach dem Junggesellenabschied, zu dem auch Cynthia erschienen ist, gesteht Angélique Samuel, dass sie Zweifel an der Ehe hat. Er sieht dies als normal kurz vor der Ehe an und macht ihr deutlich, wie sehr Michel sie liebt. Am nächsten Tag findet die Trauung statt. Angélique erfährt, wie sehr ihre Kinder und vor allem auch Cynthia sie lieben und ist gerührt. In der Hochzeitsnacht entzieht sie sich Michel jedoch. Sie gesteht ihm, dass sie ihn nicht liebt. Er reagiert zunächst wütend und schließlich tief verzweifelt. Sie geht und verbringt den nächsten Morgen in einer Bar, wo sie schon bald zur Musik zu tanzen beginnt.

## Produktion

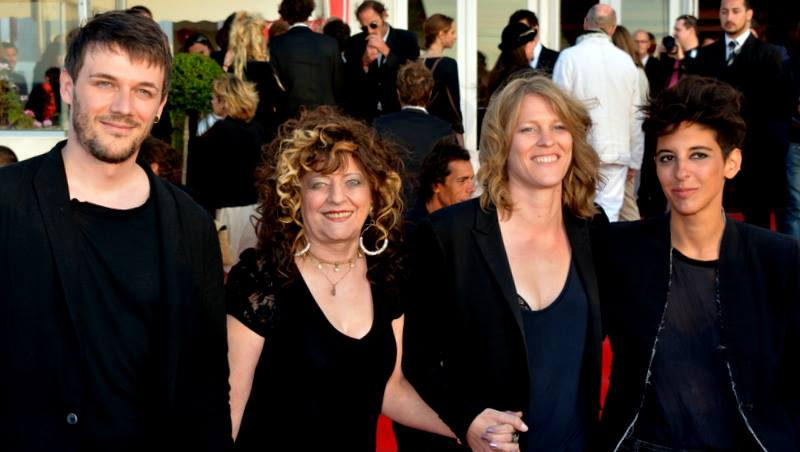
Samuel Theis, Angélique Litzenburger, Claire Burger und Marie Amachoukeli (v. l. n. r.) 2014 auf dem Festival du film de Cabourg

Mit Party Girl verarbeitete Samuel Theis die Geschichte seiner Mutter Angélique Litzenburger, die im Film sich selbst spielte. Auch seine Geschwister und andere Personen stellten im Film sich selbst dar, wodurch Party Girl einen semi-dokumentaren Charakter erhielt. Theis, Burger und Amachoukeli gaben mit Party Girl ihr Regiedebüt. Gedreht wurde per Handkamera, Drehorte waren unter anderem Forbach und der damalige Nachtclub Cabaret Eve (ab 2015 Nightclub Madelene) in Saarbrücken. Der Filmtitel geht auf das Lied Party Girl von Chinawoman zurück, das im Film gespielt wird. Die Kostüme schuf Laurence Forgue Lockhart, die Filmbauten stammten von Nicolas Migot.
Party Girl erlebte am 15. Mai 2014 als Eröffnungsfilm der Reihe Un certain regard der Internationalen Filmfestspiele von Cannes seine Premiere. Am 27. August 2014 lief er in den französischen Kinos an. In Deutschland war der Film erstmals am 3. Oktober 2014 auf dem Filmfest Hamburg zu sehen. Am 8. November 2017 zeigte arte den Film erstmals im deutschen Fernsehen, wobei er untertitelt lief.

## Auszeichnungen
In Cannes gewann Party Girl 2014 die Caméra d’or und den Prix d’ensemble der Sparte Un certain regard. Zudem war der Film für die Queer Palm und den Prix Un certain regard nominiert. Auf dem Festival du film de Cabourg gewann der Film 2014 den Grand Prix und erhielt auf dem Festival Paris Cinéma 2014 den Publikumspreis. Angélique Litzenburger gewann auf dem International Film Festival Bratislava 2014 den Preis als Beste Schauspielerin; der Film wurde zudem mit dem Grand Prix und dem Preis der Studentenjury ausgezeichnet. Auf dem Festival Internacional de Cine de Gijón gewann Party Girl den FIPRESCI-Preis als Bester Film.
Beim Prix Lumières war Party Girl 2015 für den Prix Heike Hurst als Bestes Erstlingswerk nominiert. Er erhielt 2015 zudem zwei César-Nominierungen: in den Kategorien Bester Schnitt und Bestes Erstlingswerk.